# Schloss Pejačević (Našice)

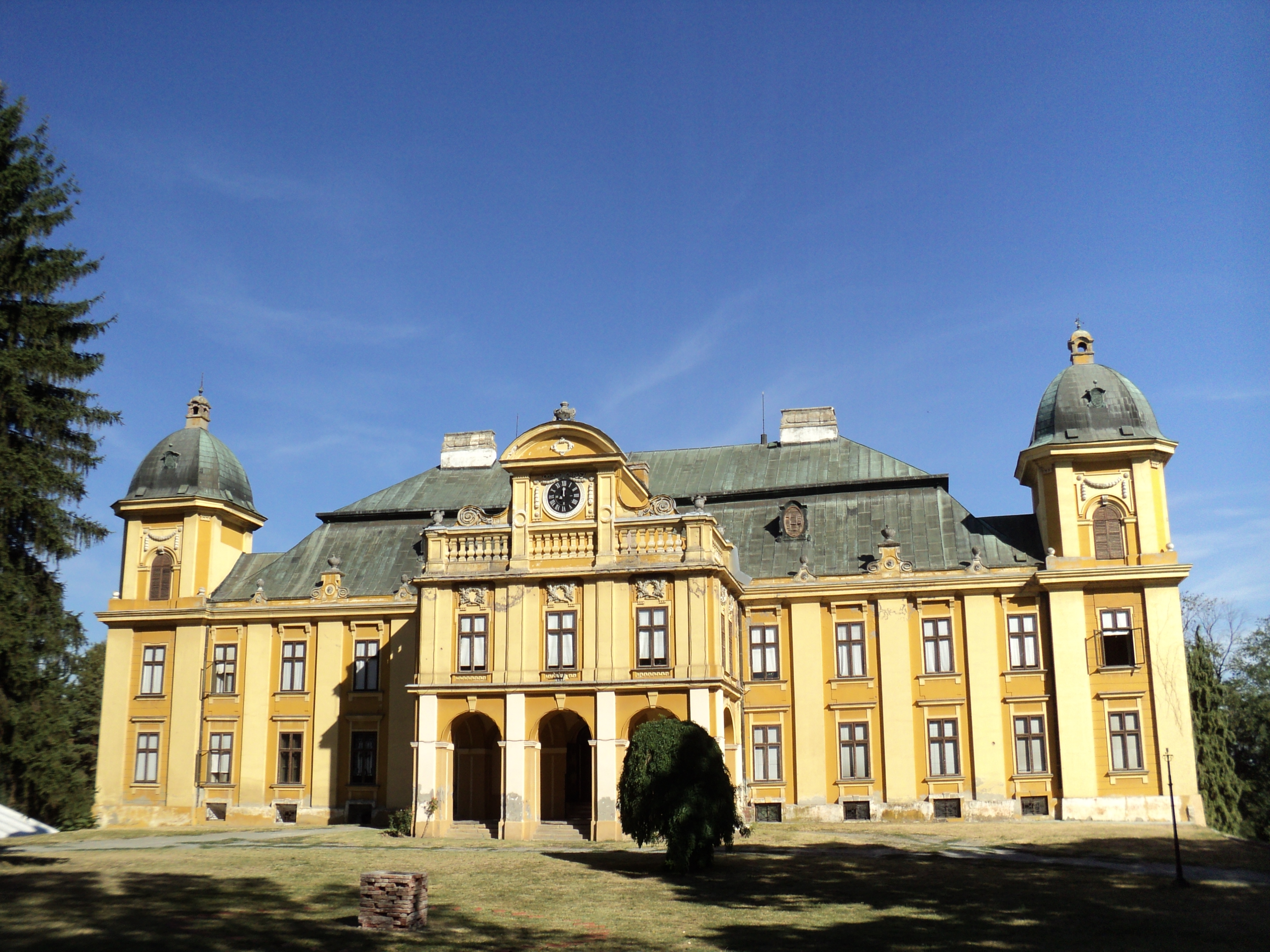
Südansicht des Schlosses

Das Schloss Pejačević (kroatisch: Dvorac Pejačević u Našicama) steht im Nordosten Kroatiens in der Stadt Našice (deutsch veraltet Naschitz), Gespanschaft Osijek-Baranja. Den Namen trägt das neubarocke Gebäude dank des Adelsgeschlechts Pejačević (deutsch Pejatschewitsch), dessen Mitglieder mehrere Schlösser im Gebiet Slawoniens in der Neuzeit besaßen.

## Geschichte und Kurzbeschreibung
Das Schloss wurde durch Vincencije Ljudevit Pejačević /Vinzenz Ludwig/ (1780–1820) zwischen 1811 und 1812 errichtet. Nach einem Erdbeben  1817 wurde es repariert und Mitte des 19. Jahrhunderts durch Vincencijes Bruder Ferdinand Karlo Rajner /Ferdinand Karl Rainer/ (1800–1878) und dessen Sohn Ladislav /Ladislaus/ (1824–1901), späteren Ban von Kroatien, erneuert und erweitert. Das Gebäude wurde vergrößert mit dreizehn neuen Fensteröffnungen an der Nord- und Südfassade. Weiterhin wurden ein dekorativer Giebel mit Voluten, eine Balustrade und eine Uhr hinzugefügt.
Aufgrund der Geländeneigung ist das Schloss auf der Eingangsseite einstöckig und zum Park hin zweistöckig. Es ist reich mit Stuck, Holztäfelungen und Einbaumöbeln ausgestattet. In der großen Lobby befindet sich eine doppelte, halb sichtbare Treppe mit einem Steingeländer.
Nicht weit vom Schloss entfernt befindet sich ein kleineres Gebäude – Klein Schloss genannt. Das ist ein Erdgeschossgebäude, das von 1904 bis 1905 im neoklassizistischen Stil auf Bestellung des Marko VI. Pejačević (1882–1923) gebaut wurde. Es diente als Jagdschloss. Vor dem Schloss befand sich ein großzügig angelegter Terrassengarten. Heute beherbergt das Gebäude Rundfunkräume, eine Musikschule und mehrere Vereine.
Abgesehen von seiner künstlerischen Bedeutung hat das Schloss Pejačević auch eine historische Bedeutung. Darin lebte Ende des 19. Jahrhunderts und Anfang des 20. Jahrhunderts die bekannte kroatische Komponistin Dora Pejačević, die Tochter des kroatischen Ban Teodor.
Während des Zweiten Weltkriegs wurde das Schloss zwischen 1943 und 1945 von der deutschen Wehrmacht genutzt. Im Keller befand sich ein deutsches  Kriegskrankenhaus. Die Fassade und das Dach des Schlosses wurden während des Krieges beschädigt.
Nach dem Krieg wurde das Schloss für verschiedene Zwecke genutzt: als Kaserne, Schule, Kindergarten oder als Büro der Staatsverwaltung, für verschiedene Vereine usw. Heute befinden sich dort das Heimatmuseum, Stadtmusik, die städtische Bibliothek mit  Lesesaal und die Galerie.

## Schlosspark
Neben dem Schloss wurde ein Park angelegt, der nach dem Bau des Schlosses 1812 konzipiert wurde. Vor dem Bau des Schlosses war dieses Gebiet mit natürlichen Wäldern bedeckt. Um 1850 richtete Ladislav Graf Pejačević den Park ein, als er das Schloss schmückte. Seine politische Karriere entwickelte sich in diesen Jahren rasant, so dass Schloss und Park eingerichtet werden mussten – dem damals schon respektablen Besitzer würdig. Ein Gewächshaus, gezeichnet auf einem alten Katasterplan, musste damals auch gebaut werden, obwohl seine historizistische  Fassade möglicherweise später gebaut wurde. Der Park aus der Mitte des 19. Jahrhunderts hat den Charakter von Landschaftsparks.
In der zweiten Hälfte des 19. Jahrhunderts wurde der Park nach Norden bis zur Oberfläche eines natürlichen Waldes erweitert, wo ein See mit einer kleinen Insel angelegt wurde. Ende des 19. Jahrhunderts bis in die 1930er Jahre, zur Zeit des Grafen Teodor Pejačević, wurde der Schlosspark vorbildlich gepflegt.
Heute ist der Park, der eine Fläche von etwa 34,5 Hektar umfasst, um zahlreiche Inhalte und Details, die auf alten Fotografien zu sehen sind, verarmt. Der Park hat sich fast in einen Wald verwandelt und nur noch wenige Ausblicke und Wiesen nördlich des Schlosses erinnern an den einstigen gestalterischen Reichtum des Schlossparks.

## Fotos
| Eingangsseite | Linker Flügel des Schlosses | Parkseite |